# Aleksandăr Stambolijski

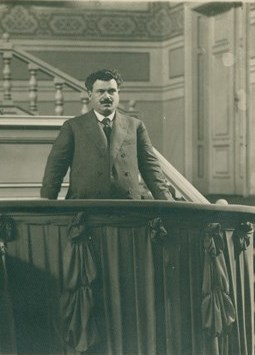
Aleksandăr Stambolijski

Aleksandăr Stambolijski (bulgariska: Александър Стоименов Стамболийски), född 1 mars 1879, död 14 juni 1923, var en bulgarisk politiker, premiärminister från 1918 till 1923. 
Stambolijski var medlem av Agrarpartiet, en rörelse som inte var allierad med monarkin, och redaktör för deras tidning. Han motsatte sig Bulgariens deltagande i Balkankriget och stödet till Centralmakterna under första världskriget. Han ställdes inför krigsrätt och dömdes till livstids fängelse 1915. 1918, när Bulgarien förlorat kriget, avsattes kung Ferdinand och efterträddes av kung Boris III, som släppte Stambolijski ur fängelset. Stambolijski blev medlem av regeringen i januari 1919 och utsågs till premiärminister 14 oktober samma år. 
Under sin regeringstid godkände Stambolijski villkoren för Bulgariens kapitulation. Armén skulle minskas och landet skulle behöva betala stora krigsskadestånd. Uppgörelsen blev impopulär och ledde till oroligheter. Kommunistpartiet utnyttjade missnöjet och utlyste generalstrejk i december 1919, med stöd av den ryska kommunistledningen, som såg det som en möjlighet till revolution. Stambolijski införde krigslagar och slog hårt ner på strejken, som bröt samman. Stambolijski upplöste sedan parlamentet och utlyste nyval. Den 20 mars 1920 blev Agrarpartiet största parti i valet med 39 procent av rösterna, dock utan att få egen majoritet i parlamentet. Stambolijski såg till att hitta anledningar att diskvalificera tillräckligt många ledamöter för att Agrarpartiet skulle få egen majoritet. Därigenom använde han sig av metoder som han tidigare hade fördömt.
Hans regering genomförde en jordreform, införde obligatorisk arbetstjänst för unga män och ogifta kvinnor, som ersatte värnplikten och skulle sätta ungdomar i arbete, samt gjorde stora satsningar på skolor. Politiken var populär bland bönderna, men förargade medelklassen och militären. Kyrkan upprördes av Stambolijskis gudlöshet och inskränkningarna av religionsundervisningen i skolorna. Ett militärförbund bildades som motsatte sig Stambolijskis politik. I valet i april 1923 hade det tidigare systemet med majoritetsval i enmansvalkretsar ersatts av proportionella val. De gamla partierna fruktade en utveckling mot diktatur och bildade en valallians. Stambolijski använde oortodoxa metoder och Agrarpartiet fick 54 procent av rösterna i valet. Han störtades i en militärkupp 9 juni 1923. Kung Boris accepterade statskuppen och tillsatte en ny regering under Aleksandăr Tsankov. Stambolijski försökte starta ett uppror mot den nya regeringen, men blev tillfångatagen, torterad och dödad.
Stambolijski var en karismatisk politiker med en radikal politisk inställning. Han förespråkade ett bondesamhälle med småskaligt privat ägande, och ogillade stadslivet, industrialiseringen och den statliga byråkratin. Han hade en republikansk inställning men drev inte öppet krav på republik, utan ville gradvis omforma staten. Stambolijski var antimilitarist och ville starkt begränsa armén och driva en fredlig utrikespolitik som på sikt skulle leda till en federation av bonderepubliker på Balkan. När han fick makt utvecklades hans styre i auktoritär riktning och såg ut att kunna leda till en personlig diktatur. Regeringens politik utmanade den gamla eliten och orsakade ett hat mot honom som ledde till hans fall och död.